# 許思行
許思行（英語：Michelle Hui Sze Hang；1976年8月10日—），前香港歌手，父親為著名喜剧演員許冠文。

## 簡介
许思行兒童時期在電影《鐵板燒》、《雞同鴨講》、《新半斤八兩》中客串演出。 亦曾經為TVB演唱多首《美少女戰士》的主題曲及片尾曲，更憑《不必放棄》奪得《1998年度兒歌金曲頒獎典禮》「至Net兒歌大獎」。

## 私人生活
2006年4月出閣嫁予圈外商人謝漢傑。

## 曾主唱的動畫歌曲

### 美少女戰士
- 主題曲
  - 「美少女不朽傳奇 （页面存档备份，存于）」（Super S代香港版主題曲）
  - 「星之旅程 （页面存档备份，存于）」（Sailor Stars代香港版主題曲）
- 片尾曲
  - 「月亮下禱告 （页面存档备份，存于）」（Super S代香港版片尾曲）
  - 「不必放棄 （页面存档备份，存于）」（Super S代香港版片尾曲）
  - 「風中許願 （页面存档备份，存于）」（Sailor Stars代香港版片尾曲）

## 曾獲獎項
- 1998年度兒歌金曲頒獎典禮－－「至Net兒歌大獎」（不必放棄）

## 外部連結
- 許思行的新浪微博